# João Fonseca
João Fonseca (n. 21 august 2006, Rio de Janeiro, Rio de Janeiro, Brazilia) este un jucător profesionist brazilian de tenis. Cea mai bună clasare a sa la simplu este locul 112 mondial, în ianuarie 2025, iar la dublu locul 431 mondial, în februarie 2024.